# 2010年冬季残疾人奥林匹克运动会雪橇曲棍球比赛
2010年冬季残疾人奥林匹克运动会冰橇冰球比賽由3月13日至20日在卑诗大学冬季体育中心舉行，共會頒發1枚金牌。

## 比赛分级
- 只设男子1个小项。

## 比赛形式
- 共8支球队参加，分成两个小组，每组4支队伍，进行单循环赛，小组前2进入半决赛，末2名则进行5-8名排位赛。

## 参赛资格[1]
| 赛事名称                    | 出线条件 | 获得球队      |
| --------------------------- | -------- | ------------- |
| 2009年国际冰橇冰球世锦赛A组 | 前6名    |               |
| 2009年国际冰橇冰球世锦赛A组 | 前6名    |               |
| 2009年国际冰橇冰球世锦赛A组 | 前6名    |               |
| 2009年国际冰橇冰球世锦赛A组 | 前6名    |               |
| 2009年国际冰橇冰球世锦赛A组 | 前6名    |               |
| 2009年国际冰橇冰球世锦赛A组 | 前6名    |               |
| 东道主                      | 自动晋级 | 加拿大（CAN） |
| 最终资格赛                  | 第一     |               |

## 各項成績
| 項目 | 金牌 | 金牌 | 银牌 | 银牌 | 铜牌 | 铜牌 |
| 男子 | 美国 |      | 日本 |      | 挪威 |      |

## 外部連結
- 本屆残奥冰橇冰球比賽時間表
- 国际残奥会官方网站（英文）（页面存档备份，存于）
- 2010年冬季奥林匹克运动会、冬季残奥会官方网站（英文）（页面存档备份，存于）